# راؤول أوتشي
راؤول أوتشي (بالإسبانية: Raúl Uche)‏ هو لاعب كرة قدم إسباني في مركز الهجوم، ولد في 8 أكتوبر 1997 في مدريد في إسبانيا. لعب مع رايو فايكانو ب وليستر سيتي.